# Thibald van Voeren

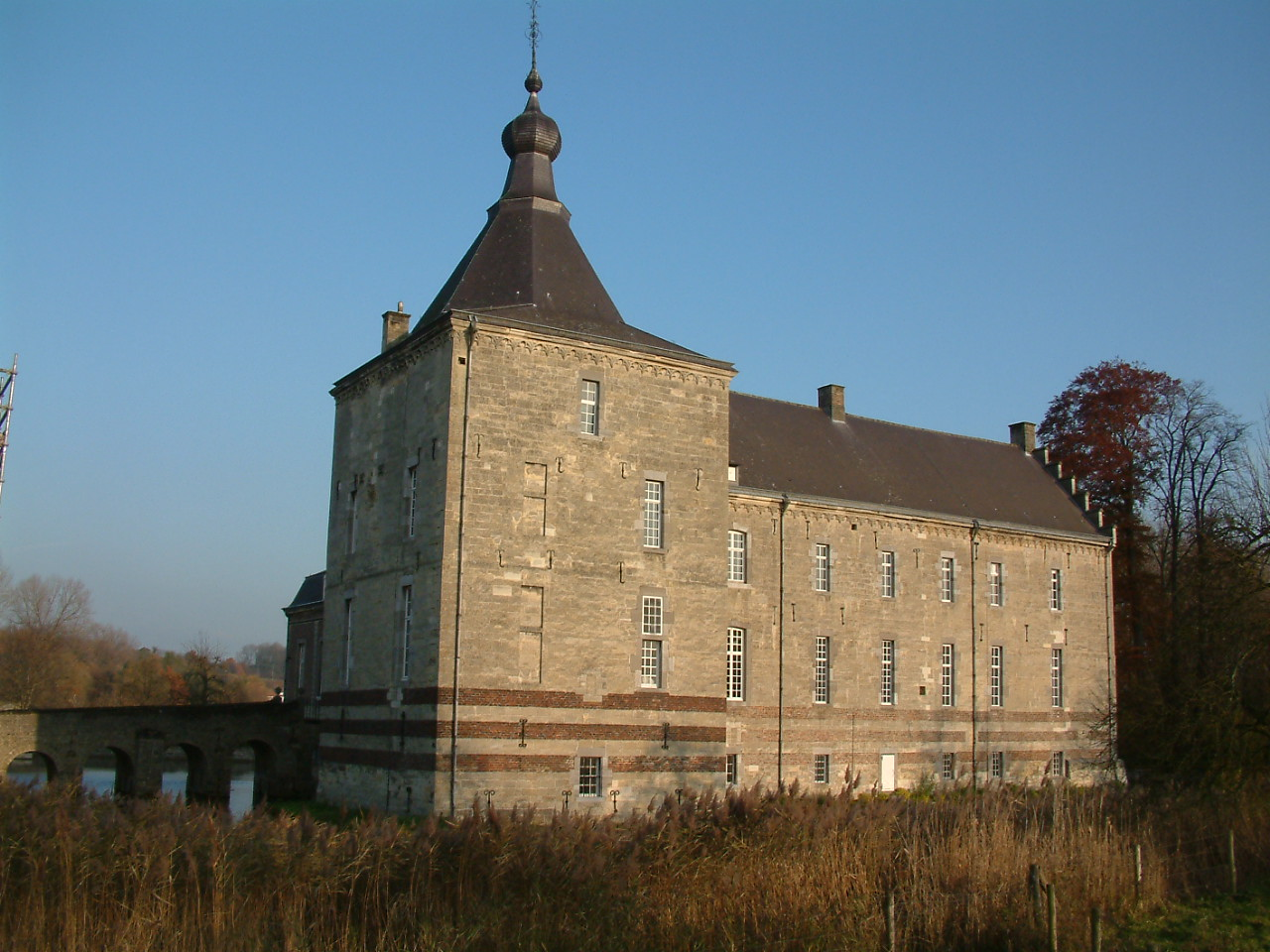
kasteel Genhoes in Oud Valkenburg, stamslot van de heren van Valkenburg

Thibald van Voeren (ca 1049 - 11 augustus 1106) was heer van Voeren en door zij huwelijk met Guda, heer van Valkenburg en voogd van de proosdij van Meerssen.

## Levensbeschrijving
Thibald II van Voeren was de zoon van Arnold I van Fouron en kleinzoon van Theoderich I (Thibaut I de Oude) en de broer van Arnold II en Steppo van Maffe (Domproost in Luik), Bron; Dr Luise von Winterfeld , die de stelling van Boeren hiermee verwerpt. Oorkonde 1107-1116 uit het klooster St Jacob te Luik. Lambert I was de broer van zijn vader Arnold I. Na het overlijden van zijn oom Lambert I werd hij heer van Voeren omdat zijn zoon Lambert II reeds voor hem was overleden. Volgens de Annales Rodenses van de abdij Rolduc bezat Thibald tevens de tienden van Columbier en Bilstain, die hij bij zijn overlijden zou nalaten aan de abdij van Sint-Jacob in Luik. Na zijn dood ging de Luihgouw aan Theoderich van Are die de Luihgouw bij Dalhem samenvoegde.
Theoderich I (Thibaut I) (de Oude) van was aanvankelijk Castelijn te Baelen-Limbourgh (Bij Bilstain) en daarna werd hij Graaf in de Ardennen en Lenne-Luihgouw, Hij ging over Goederen van Vaals tot Hervé. Bron; Oorkonde Lacomblet.
Thibald was gehuwd met Guda van Valkenburg (ca. 1045 - Luik, 30 juni 1125), die al eerder gehuwd was geweest met een onbekende man. Door zijn huwelijk met Guda verwierf Thibald het Land van Valkenburg en de heerlijkheid Wittem met Eys en Cartils. In 1101 wordt hij voor het eerst genoemd als Thibald van Valkenburg. De omvang van de bezittingen zijn niet nauwkeurig bekend, maar men neemt aan, dat het gebied bestond uit het huidige Oud-Valkenburg met kasteel Genhoes, het oude stamslot van de heren van Valkenburg, de Heunsberg, waar Gosewijn I rond 1115 de eerste burcht van Valkenburg zou bouwen, en het land langs de Geul tussen deze twee kastelen. Waarschijnlijk hebben ook de tegenwoordige dorpen Sibbe en Strucht tot het allodium behoord, aangezien die vanouds bij Oud-Valkenburg behoorden. Toen Thibald kinderloos overleed in 1106, volgde Guda hem op als vrouwe van Valkenburg. Thibald's II neef was Arnulf volgens het Testament van Guda. Bron Ernst.
Thibald werd begraven in de abdij van Sint-Jacob in Luik, waar zijn weduwe Guda in het klooster trad en in 1125 eveneens werd begraven. Guda schonk bij haar overlijden de heerlijkheid Wittem, wellicht oorspronkelijk deel van het land van Valkenburg, aan de Luikse abdij.